# Бойченко, Валерий Петрович
Вале́рий Петро́вич Бо́йченко (укр. Валерій Петрович Бойченко; 3 мая 1941, Снигирёвка, Николаевская область — 25 марта 2011, Николаев) — советский и украинский поэт, переводчик, общественный деятель.

## Биография
Родился 3 мая 1941 года в селе Снигирёвка (в настоящее время город), Николаевская область.
Окончил среднюю школу в Херсоне, работал на судоремонтном и комбайновом заводах. В 1965 году окончил факультет иностранных языков Львовского университета. По окончании университета преподавал английский язык в школе-интернате в Душанбе. После возвращения на Украину преподавал в Херсонском мореходном училище, Херсонском индустриальном институте. Впоследствии переехал в Николаев. Работал преподавателем в Николаевском институте последипломного педагогического образования.
Умер 25 марта 2011 года в Николаеве. О смерти Бойченко на митинге, посвящённом годовщине смерти Вячеслава Черновола, сообщил председатель областной организации Народного Руха Украины Юрий Диденко.

## Общественная деятельность
С 1986 по 1991 год П. Бойченко был ответственным секретарём Николаевской организации Союза писателей Украины, руководителем литературного объединения «Стапель».
Вёл активную общественную деятельность, писал много публицистических статей по истории и культуре родного края.
В. П. Бойченко — почётный член Всеукраинского общества «Просвита», председатель редколлегии просветительской газеты «Аркасовская улица». С 1989 по 1998 год был первым председателем, а затем сопредседателем Николаевской краевой организации Всеукраинского общества «Просвита», в 2000 году был избран председателем Николаевской городской организации этого общества. Член общества «Мемориал», а также член Киево-Могилянского братства. В 1988—1989 годах возглавлял Николаевскую экологическую организацию «Зелёный мир», а также Николаевское городское общество украинского языка. Участник всеукраинских конференций многих организаций. Делегат Всемирного конгресса украинцев.

## Литературная деятельность
Дебют Бойченко как поэта состоялся в журнале «Днипро» в 1970 году. Первый сборник поэзии «Искры» вышел в 1972 году. В последующие годы вышли сборники «Солнечные круги», «Политье», «Багровые колонны», «Широты», «Светлые реки», «Доброта», «Птицы над пламенем», «Правый берег», «Не повторится миг»; книжка для детей «Какой большой мир!». В переводе Бойченко вышли повесть американского писателя Виля Джеймса «Дымка» и роман английского писателя Роберта Стивенсона «Корабельная катастрофа».

## Награды
Лауреат областной премии имени Н. Аркаса 1997 года в номинации «Просветительская деятельность» и литературной премии имени Павла Тычины. В 2008 году ему присуждена Всеукраинская литературная премия имени Александра Олеся за поэтический сборник «Книга Леля».

## Основные произведения
- Вірші // Южная правда. — 2001. — 3 мая
- Доброта : Поезії. — Одеса: Маяк, 1987. — 127с.
- Запорозький Гард ; Крик трави; Вулиця Потьомкінська; Храм; Синє небо і пшеничне поле біля готелю; Мертва криниця // Література рідного краю: Посібник-хрестоматія. — Миколаїв, 2003. — С.157 — 163.
- З нової книги: В Очакові; Холодна весна; Схилом угору // Веч. Николаев. — 2001. — 28 апр.
- З нової книги : Музейний трельяж; Шевченко над Бугом // Рідне Прибужжя. — 2001. — 17 трав.
- Не повториться мить : Поезії та переклади / В.Бойченко. — Миколаїв: МФ НаУКМА, 2001. — 203 с.
- Правий берег : Лірика. — К.: Дніпро. — 1991. — 203 с.
- Птахи над полум’ям : Поезії. — К.: Рад. письменник, 1989. — 108 с.
- Світлі ріки: Лірика. — К.: Рад. письменник, 1984. — 134 с.
- Який широкий світ: Вірші. — Одеса: Маяк, 1989. — 40 с.: іл.